# Guachucal
Guachucal – miasto w Kolumbii, w departamencie Nariño.